# Ján Kvačala
Ján Radomil Kvačala (ur. 5 lutego 1862 w mieście Bački Petrovac, zm. 9 czerwca 1934 w Wiedniu) – słowacki uczony, historyk, filozof i teolog; założyciel komeniologii.